# Tosin Adarabioyo
Abdul-Nasir Oluwatosin Oluwadoyinsolami Adarabioyo (* 24. září 1997 Manchester) je anglický profesionální fotbalista, který hraje na pozici středního obránce za anglický klub Chelsea FC. Je také bývalým anglickým mládežnickým reprezentantem.

## Klubová kariéra
Adarabioyo zahájil svou profesionální kariéru v Manchesteru City a v roce 2016 debutoval v A-týmu v zápase FA Cupu proti Chelsea. Později se stal historicky nejmladším hráčem, který za klub nastoupil v zápase Ligy mistrů UEFA, a nakonec v dresu Citizens odehrál osm utkání ve všech soutěžích.
V sezónách 2018/19 a 2019/20 odešel na hostování do druholigových klubů, a to do West Bromwiche Albion a do Blackburnu Rovers.
V červenci 2020 přestoupil Adarabioyo za osm milionů liber do Fulhamu. Trenér Scott Parker Adarabioya okamžitě zařadil do základní jedenáctky, kde vytvořil stabilní stoperskou dvojici s Joachimem Andersenem, který do klubu přišel ve stejný den z Olympique Lyon.
Adarabioyo však s Fulhamem sestoupil do EFL Championship. Po odchodu Andersena do Crystal Palace používal nový trenér Marco Silva stoperskou dvojici Tosin Adarabioyo–Tim Ream. Svůj první gól za Fulham vstřelil 3. prosince 2021 při remíze 1:1 s Bournemouthem. V sezóně 2021/22 ovládl s Fulhamem druhou ligu a po roce opět postoupil do Premier League.
Dne 16. září 2022 vstřelil svůj první gól v anglické nejvyšší soutěží, a to při výhře 3:2 nad Nottinghamem Forest. V průběhu sezóny 2022/23 bojoval o místo v základní sestavě s nově příchozím Issou Diopem, odehrál 25 ligových zápasů a pomohl Fulhamu ke konečné 10. příčce.

## Reprezentační kariéra
Adarabioyo je bývalým mládežnickým reprezentantem Anglie a reprezentoval zemi ve 14 utkáních na úrovních do 16 a 19 let.
V seniorské reprezentaci Adarabioyo nedebutoval, a tak může reprezentovat Nigérii na základě svého původu.